# Charles Tomlinson Griffes

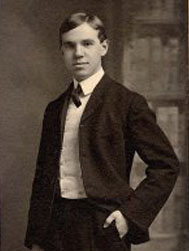
Charles T. Griffes (zu Beginn des 20. Jahrhunderts)

Charles Tomlinson Griffes (* 17. September 1884 in Elmira, im US-Bundesstaat New York; † 8. April 1920 in New York City) war ein US-amerikanischer Komponist. Der früh verstorbene Griffes gilt als bekanntester amerikanischer Vertreter des musikalischen Impressionismus.

## Leben
Nach frühem Klavier- und Orgelunterricht in seiner Heimatstadt studierte Griffes ab 1903 am Stern’schen Konservatorium in Berlin Klavier bei Gottfried Galston und Komposition bei Philipp Bartholomé Rüfer – zunächst mit dem Ziel einer Pianisten-Karriere. Er verlegte sich jedoch zunehmend auf die Komposition und nahm u. a. Unterricht bei Engelbert Humperdinck. 1907 in die USA zurückgekehrt, nahm er eine Stellung als Musiklehrer an der Hackley School in Tarrytown an, die er zeitlebens – auf das bescheidene Gehalt angewiesen – innehatte. Daneben nahm er am New Yorker Musikleben teil: 1916 spielte er dort in der amerikanischen Erstaufführung von Strawinskis Petruschka in der Fassung für 2 Klaviere mit, 1918 wurde ein Konzert mit Werken von Griffes veranstaltet.
Griffes verstarb im Alter von 35 Jahren an den Spätfolgen einer Influenza, die er sich Ende 1919 zugezogen hatte (möglicherweise der Spanischen Grippe). Sein Grab befindet sich im Bloomfield Cemetery, Essex County, New Jersey. Griffes führte detaillierte Tagebücher, die allerdings nach seinem Tod teilweise von seiner Schwester vernichtet wurden, da sie Griffes' Homosexualität offenkundig machten.

## Werk
In den frühen Werken der deutschen Spätromantik verpflichtet, entwickelte sich Griffes zum bekanntesten amerikanischen Vertreter des musikalischen Impressionismus, dessen Merkmale etwa ab 1911 in seiner Musik erscheinen. Er studierte neben der Musik der französischen Impressionisten auch die Werke zeitgenössischer russischer Komponisten, beispielsweise von Alexander Skrjabin, dessen Einfluss in seinem Werk ebenfalls erkennbar ist, beispielsweise im Gebrauch synthetischer Tonleitern und Ganztonleitern. Griffes experimentierte außerdem mit ostasiatischen Skalen.
Seine bekanntesten Werke sind White Peacock für Klavier (1917), die Klaviersonate in F (1918), die Tondichtung The Pleasure Dome of Kubla Khan nach einem Fragment von Samuel Taylor Coleridge (1919) und das für Georges Barrère geschriebene Poem für Flöte und Orchester (1919). Er schrieb darüber hinaus zahlreiche programmatische Stücke für Klavier, Kammerensembles und Gesang. Angesichts seines kurzen Lebens und der gleichzeitigen Lehrverpflichtungen ist sein Werkkatalog verhältnismäßig umfangreich; einige seiner Kompositionen werden bis heute gespielt bzw. sind auf Tonträgern verfügbar.